# TT61
La tumba tebana TT61 es una tumba del Antiguo Egipto que se encuentra en Sheikh Abd el-Qurna. Forma parte de la necrópolis tebana, situada en la orilla occidental del Nilo frente a Luxor.
La tumba pertenece a un antiguo egipcio de la dinastía XVIII llamado Useramon, quien fue Chaty durante el reinado de Tutmosis III.
Es una mastaba con el eje orientado al noroeste, y cuyo atrio sufrió daños durante un terremoto. Tras un pasillo descendente, decorado con escenas de las ceremonias fúnebres y los títulos de Useramon, está la cámara funeraria. En ella representa a sus padres e hijos, y tiene escenas de la vida doméstica junto a su esposa. Frente a la entrada hay un nicho con ofrendas a Anubis. 